# Сплендора (Техас)
Сплендора (англ. Splendora) — місто (англ. city) в США, в окрузі Монтгомері штату Техас. Населення — 1683 особи (2020).

## Географія
Сплендора розташована за координатами 30°13′42″ пн. ш. 95°9′44″ зх. д. / 30.22833° пн. ш. 95.16222° зх. д. (30.228363, -95.162360).  За даними Бюро перепису населення США в 2010 році місто мало площу 7,95 км², з яких 7,87 км² — суходіл та 0,07 км² — водойми.

## Демографія
Згідно з переписом 2010 року, у місті мешкало 1615 осіб у 548 домогосподарствах у складі 420 родин. Густота населення становила 203 особи/км².  Було 599 помешкань (75/км²).
Расовий склад населення:
| - 92,6 % — білих - 1,1 % — чорних або афроамериканців - 0,7 % — азіатів - 0,2 % — корінних американців - 3,3 % — осіб інших рас |

До двох чи більше рас належало 2,0 %. Частка іспаномовних становила 9,8 % від усіх жителів.
За віковим діапазоном населення розподілялося таким чином: 30,8 % — особи молодші 18 років, 59,2 % — особи у віці 18—64 років, 10,0 % — особи у віці 65 років та старші. Медіана віку мешканця становила 32,6 року. На 100 осіб жіночої статі у місті припадало 91,8 чоловіків;  на 100 жінок у віці від 18 років та старших — 88,9 чоловіків також старших 18 років.
Середній дохід на одне домашнє господарство  становив 52 707 доларів США (медіана — 37 431), а середній дохід на одну сім'ю — 57 419 доларів (медіана — 38 542). Медіана доходів становила 30 821 долар для чоловіків та 27 019 доларів для жінок. За межею бідності перебувало 31,5 % осіб, у тому числі 53,3 % дітей у віці до 18 років та 9,7 % осіб у віці 65 років та старших.
Цивільне працевлаштоване населення становило 730 осіб. Основні галузі зайнятості: освіта, охорона здоров'я та соціальна допомога — 24,4 %, будівництво — 18,4 %, виробництво — 12,5 %, науковці, спеціалісти, менеджери — 10,5 %.